# ديفيد هاي
ديفيد هاي (بالإنجليزية: David Haye) مواليد 13 أكتوبر 1980 في لندن، إنجلترا، هو ملاكم بريطاني يصنف ضمن فئة الوزن الثقيل. حقق بطولة رابطة الملاكمة العالمية وبطولة المجلس العالمي للملاكمة وبطولة منظمة الملاكمة العالمية.

## إحصائيات
خاض خلال مسيرته 28 نزالا، فاز في 26 وخسر في 2. فاز بالضربة القاضية في 24 نزالا.

## وصلات خارجية
- ديفيد هاي على موقع IMDb (الإنجليزية)
- ديفيد هاي على موقع قاعدة بيانات الفيلم (الإنجليزية)
- ديفيد هاي على موقع بوكس ريك (الإنجليزية) (registration required)
- ديفيد هاي على موقع اتحاد ألعاب الكومنولث (مؤرشف) (الإنجليزية)

- الموقع الرسمي